# Kurt Alder
Kurt Alder (Königshütte, Alta Silésia, 10 de julho de 1902 — Colônia, 20 de junho de 1958) foi um químico alemão.
Foi agraciado com o Nobel de Química de 1950, junto com Otto Paul Hermann Diels, pela descoberta e desenvolvimento da síntese utilizando dieno. Esta síntese, denominada reacção de Diels-Alder, é importante na síntese de compostos orgânicos cíclicos.

## Vida
Kurt Alder passou a infância e adolescência na área de Königshütte até ao fim da Primeira Guerra Mundial. Começou a estudar química em 1922 na Universidade de Berlim, mudando-se mais tarde para Quiel onde se doutorou em 1926 com a tese "Über die Ursachen der Azoester-reaktion" ("sobre as causas da reacção azoéster"). O seu orientador de doutoramento foi Otto Diels. Foi com Otto Diels, nos anos seguintes, que foi elucidada a reacção de Diels-Alder, demonstrando a sua aplicação na síntese de diversos compostos aromáticos. Esta reacção consiste na utilização de alcadienos e compostos insaturados para formação de compostos cíclicos, e tem sido utilizada na síntese de moléculas como a morfina, alguns alcaloides e alguns esteroides. Outros interesses de Alder incluíam a estereoquímica de compostos orgânicos, especialmente de moléculas insaturadas, o comportamento das ligações duplas em anéis de carbono e rearranjos intermoleculares.

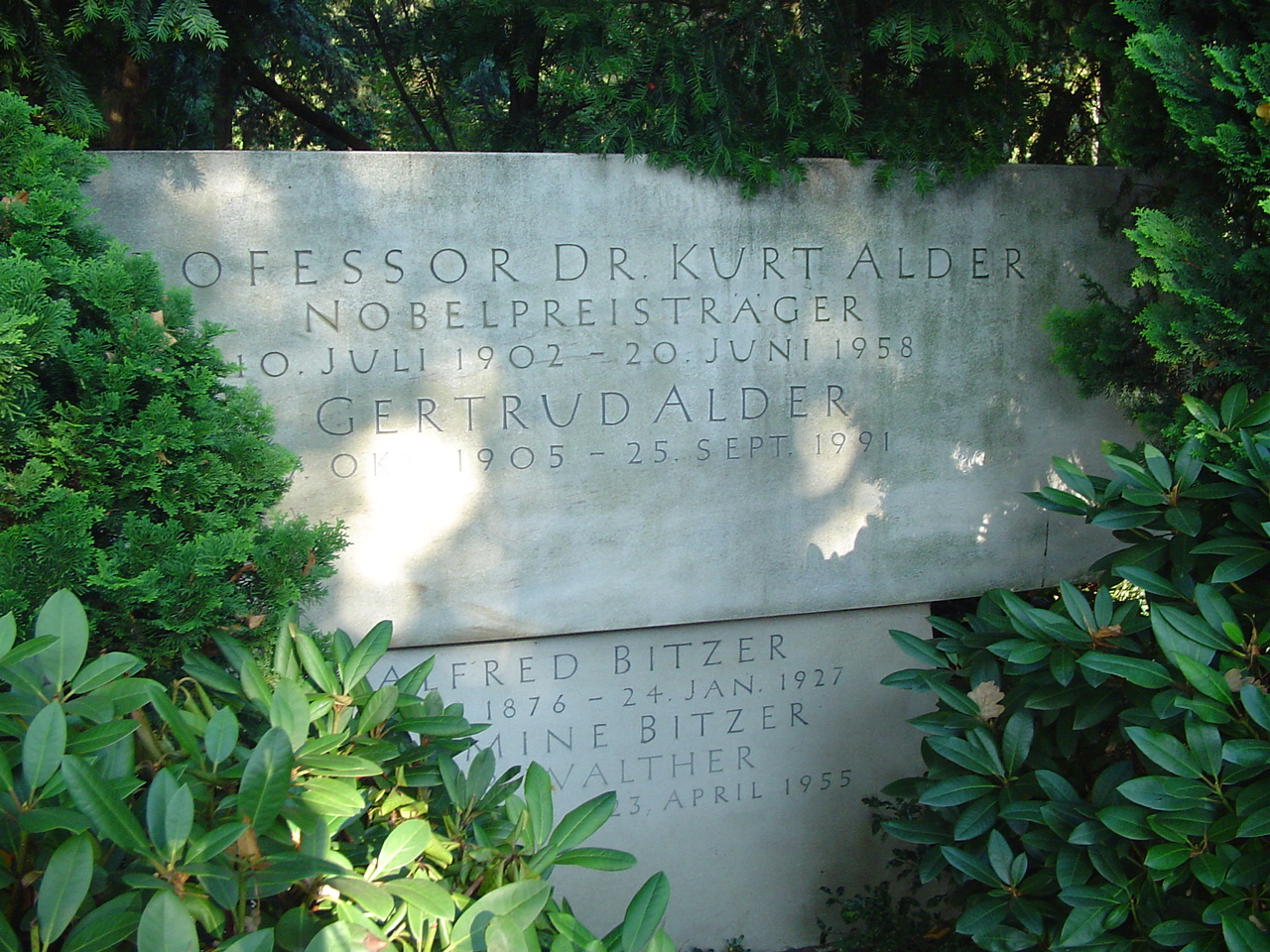
Sepultura de Kurt Alder em Colónia, Alemanha

Permaneceu em Quiel como professor até 1936, quando se mudou para Leverkusen para trabalhar como chefe do departamento dos laboratórios científicos da IG Farben, interessando-se pelo fabrico de borracha sintética. Em 1940 tornou-se o presidente de Química Experimental e Tecnológica na Universidade de Colónia. Em 1943, descobriu a reação de Diels-Alder.
Morreu em 20 de junho de 1958.

## Condecorações
- Medalha Memorial Emil Fischer (da Associação de Químicos da Alemanha) em 1938
- Membro do Kaiserlich Leopold.-Karol.-Deutsche Akademie der Naturforscher (Academia Imperial Alemã Leopold.-Karol. de Filósofos Naturalistas) em Halle, em 1938
- Nobel de Química de 1950
- Doutoramento "honoris causa" em medicina pela Universidade de Colónia em 1950
- Doutoramento "honoris causa" pela Universidade de Salamanca em 1954